# United League of Arakan

Fahne der United League of Arakan

Die United League of Arakan (Birmanische Schrift ရက္ခိုင့်အမျိုးသားအဖွဲ့ချုပ်, ULA) ist eine politische Organisation, die sich für die ethnischen Minderheit der Arakanesen im Rakhaing-Staat in Myanmar einsetzt. 2024 kontrollierte die ULA große Teile des Rakhaing-Staats. 
Die ULA ist Mitglied des Federal Political Negotiation and Consultative Committee. Der bewaffnete Arm der ULA ist die Arakan Army (AA). Ursprünglich wurden die ULA und die AA 2017 als terroristische Organisationen von der Zivilregierung der Nationale Liga für Demokratie (NLD) eingestuft und bekämpft. Nach 2020 schaffte es die ULA nach einem Waffenstillstand der AA mit dem Militär des Landes, in den von der AA gehaltenen Gebieten eine Zivilverwaltung aufzubauen. Nach dem Putsch im Februar 2021 versuchten beide Seiten, das vom Militär kontrollierte State Administration Council (SAC) und die unter der Führung der NLD gegründete Exilregierung National Unity Government (NUG), die ULA auf ihre Seite zu ziehen. 2022 schloss die ULA ein weiteres informelles Waffenstillstandsabkommen mit der Militärregierung ab. Nach dem Start der Operation 1027 am 27. Oktober 2023 bekämpfte die ULA und die AA die Militärregierung aktiv. Dabei wurden 2024 große Geländegewinne erzielt. Die AA belagerte im April 2024 die wichtige Hafenstadt Kyaukphyu. Kyaukphyu ist Standort eines wichtigen Investitionsprojektes der chinesischen Regierung. Die ULA gab in einem Statement bekannt, dass sie ausländische Investitionen in ihrem Gebiet beschützen und fördern würde. Die chinesische Regierung hat (Stand 2024) 8 Milliarden Dollar in eine Eisenbahnlinie, in Pipelines und Straßen zwischen Kunming und Kyaukphyu investiert. Ziel der Investitionen Chinas ist es, Zugang zum Indischen Ozean zu erhalten.
Die ULA ist buddhistisch orientiert. Das Verhältnis zur Minderheit der Rohingya, die muslimischen Glaubens sind, gilt als getrübt.   Nachdem die NUG eine vorherige Entscheidung der NLD, die Rohingyas nicht als nationale Minderheit anzuerkennen, rückgängig gemacht hat, gilt das Verhältnis der ULA zur NUG als angespannt. Nur widerwillig stimmte die ULA einem Recht auf Rückkehr der nach Bangladesh geflüchteten Rohingya zu. Das SAC versucht, diesen Konflikt zwischen Arakanesen und Rohingya auszunutzen, indem sie versucht, Rohingyas (welche das Militär vorher bekämpft hat) in ihre Reihen aufzunehmen bzw. diese zwingt, der Armee beizutreten, um gegen die AA zu kämpfen.